# 崔莹
崔瑩（1316年—1388年），中國亦有寫作崔荣，是高丽国末期的名将、重臣，官拜判密直事、大將軍、門下侍中贊成事、六道都巡察使；封盡忠奮佐命安社功臣、鐵元府院君，諡號武愍（무민），是崔元直的兒子。另外，他亦有一位女兒成為了高麗禑王的寧妃崔氏。

## 生平
崔莹出生于现韩国江原道铁原郡的富裕贵族家庭，但为人勤俭清廉、谦逊不贪图富贵。14世纪，崔莹由於多次打败倭寇而得到高麗軍隊和高麗恭愍王的器重。
1352年，崔瑩平定日新之亂。1355年，崔瑩被派到元朝平定红巾军，并取得30次勝利，為高麗攻下鴨綠江以東約諸多城镇。
崔瑩曾短暫擔任西京總管。在任期間，他致力於提高農業生產以對付飢荒，得到高麗人民的愛戴。1363年，崔瑩成功平定了高麗朝臣的叛亂，並擊退前來支援叛亂的元朝軍隊。
由于崔瑩反對恭愍王器重的僧人辛旽的腐败，而受到誣陷，被流放。不過在辛旽遭處死後，崔瑩被復職並被派去驅趕倭寇和清除殘留在濟州島上的元朝軍隊。崔瑩通過與元軍的激戰，拿下濟州島。 1376年，倭寇佔領高麗公州市。崔瑩和其部下李成桂一起打败倭寇奪回公州。
14世纪，中國明朝開始崛起，將蒙元擊回到蒙古高原，向高丽索要被其侵佔的元代开元路领土。1388年，高麗禑王命李成桂出兵向北扩张，並同时远征遼東。由於得到高麗朝臣和人民的支持，李成桂在威化島發動了兵變。崔瑩與返回的李成桂軍隊進行了激戰，但是不敵。崔瑩被流放高陽市，後被李成桂處死。

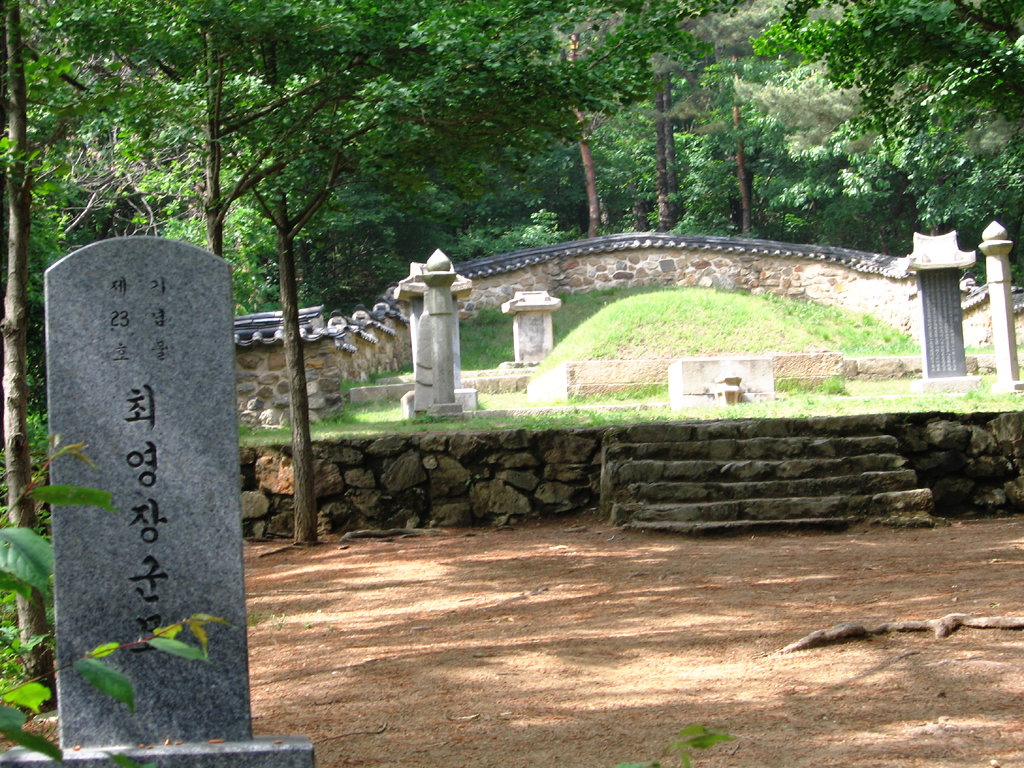
崔瑩墓

## 紀念
國際跆拳道聯盟的二十四式跆拳道套路中的一个套路以“崔莹”命名。
韩国海军忠武公李舜臣級驅逐艦的DDH 981号驱逐舰称为崔莹号，于2006年10月20日下水，2008年9月4日正式服役。此艦曾在亞丁灣黎明作戰中隸屬於「清海部隊」派赴索馬利亞附近海域，於2011年1月21日成功將遭到海賊劫持的韓國化學貨輪三湖珠寶號救回。

崔瑩將軍墓碑全文是「三韓國大夫人文化柳氏袝左」, 三韓國大夫人是封號, 並非指崔瑩有大小夫人, 文化柳氏是柳氏出身家世, 例如安東金氏, 袝左則是合葬的意思。

## 大眾文化

### 電視劇
- 1983年KBS大河連續劇《開國》申久飾演
- 1983年MBC劇集《太宗大王》金吉浩飾演
- 1996年KBS大河連續劇《龍之淚》金成玉飾演
- 2005年MBC週末劇場《辛旽》崔尚勛飾演
- 2012年SBS月火連續劇《神醫》李敏鎬飾演
- 2012年SBS水木連續劇《大風水》孫炳昊飾演
- 2014年KBS大河連續劇《鄭道傳》徐仁錫飾演
- 2015年SBS月火連續劇《六龍飛天》全國煥飾演